# Matic Seferović
Matic Seferović, slovenski nogometaš, * 22. december 1986, Ljubljana.
Seferović je nekdanji profesionalni nogometaš, ki je igral na položaju vezista. Celotno kariero je igral za slovenske klube Domžale, Ihan, Livar in Radomlje. Skupno je v prvi slovenski ligi odigral 33 tekem, v drugi slovenski ligi pa je odigral 75 tekem in dosegel 14 golov.